# 우르시토아레
루마니아 신화에 나오는 세 명의 신 우르시토아레 (Ursitoare)는 아이가 태어난 지 3일 만에 나타나 삶의 진로를 결정한다. 그들은 그리스 신화의 페이트나 모이라이와 비슷하다.
모든 슬라브 민족에서 비슷한 믿음이 발견되지만 가장 유사한 신화는 불가리아에서 발견됩니다. 불가리아에서는 세 이교도의 운명의 신이 신생아의 미래를 결정한다고 믿는다.